# ماسايوشي سوكن
ماسايوشي سوكن، من مواليد 10 يناير 1975، وهو موسيقار لألعاب الفيديو ياباني، واشتهر بعرض موسيقي بسلسلة ألعاب فاينل فانتسي.